# 핸섬피쉬
핸섬피쉬(영어: HandsomeFISH)는 마케팅 및 E-Business 분야의 다국적기업이다.
마케팅, PR, E-PR, 브랜드 매니지먼트, 브랜드개발, 다국어 웹사이트구축을 주업종으로 삼고있으며, 롤렉스, 불가리, 애플, 아디다스, 엑슨모빌, 등 다국적기업이 주 고객이다.

## 연혁
- 1923년 골드만삭스가 대주주로 참여하여 최초에는 금융관련 광고회사로 설립됨.
- 1947년 광고 및 브랜드 매니지먼트 업무 시작.
- 1956년 다수의 유명고객사가 공동으로 경영참여.
- 1969년 다국적 지사 설립 시작.
- 1973년 미국내 다수의 기업들의 상호 지분 참여로 6개의 계열사 편입.
- 1980년 뉴미디어 분야에 새롭게 진출.
- 2001년 한국에 상륙하여 마케팅그룹으로 활동 개시.